# José Luís Porfírio
José Luís Gordo Porfírio (Queluz 1943 – ) é um museólogo e crítico de arte português.

## Biografia
Filho de Ventura Porfírio, licenciou-se em História na Faculdade de Letras da Universidade de Lisboa (1967). Realizou o Curso de Conservador de Museu no Museu Nacional de Arte Antiga, Lisboa (1970). Trabalhou como Conservador no Museu Nacional de Arte Antiga a partir de 1973, sendo nomeado diretor em 1996, cargo que ocupou até à data da sua reforma em 2004.
É crítico de arte profissional desde 1972 e teve um papel ativo na renovação dessa área na década de 1970. Tem vasta colaboração em jornais como o Diário de Lisboa e O Jornal, ou em revistas como Brotéria, Colóquio/Artes, Artes e Leilões; é colaborador permanente do Jornal Expresso desde 1980, com muitas centenas de textos publicados. Realizou conferências; comissariou exposições; publicou textos em livros e catálogos. A sua dupla atividade enquanto conservador do Museu Nacional de Arte Antiga e crítico liga-se a uma obra plurifacetada. Ao longo da sua carreira José Luís Porfírio prestou uma atenção detalhada à arte de tempos diversificados, do passado mais distante aos autores modernos e contemporâneos e, de modo muito particular, à arte contemporânea portuguesa. Entre as suas inúmeras publicações contam-se monografias sobre Menez, Rogério Ribeiro e José de Guimarães. Foi distinguido com Prémio Personalidade 2014 pela Associação Portuguesa de Museologia (APOM).

## Algumas publicações
- Porfírio, José Luís – "Klee". Colóquio-Artes, S. 2, a. 14, n. 10, Dez. 1972, p. 45-49
- Porfírio, José Luís – "O que é a Vanguarda? : 2 exposições de António Areal na Galeria S. Mamede". Diário de Lisboa, 07-06-1973.
- Porfírio, José Luís – "Henrique Manuel ou as estórias de um homem «mal educado»", Colóquio-Artes, S. 2, a. 19, n. 33, Jun. 1977, p. 5-13.
- Porfírio, José Luís (coord.) – Museu de Arte Antiga. Lisboa: Verbo, 1977.
- Porfírio, José Luís – Bosch: artistas contemporâneos e as tentações de S. Antão. Lisboa: Museu Nacional de Arte Antiga, 197?.
- Porfírio, José Luís – "Pintar? : a imaginação dos fluidos no trabalho de José Nuno da Câmara Pereira". Colóquio/Artes, S. 2, a. 22, n. 45, Jun. 1980, p. 5-11.
- Porfírio, José Luís – "Magritte ou a «tentativa impossível»". Colóquio/Artes, S. 2, a. 22, n. 44, Mar. 1980, p. 5-15.
- Porfírio, José Luís – "Tudo é possível: a pintura de João Moniz". Colóquio/Artes, S. 2, a. 26, n. 61, Junho 1984, p. 12-17.
- Porfírio, José Luís (pref.) – Julião Sarmento: jaula/cage e trabalhos recentes. Porto: Centro de Arte Contemporânea, 1987.
- Porfírio, José Luís (légendes et commentaire) – La tentation de Saint Antoine: un peintre Jérôme Bosch, un écrivain / Antonio Tabucchi. Paris: Adam Biro, cop.1989. ISBN 2-87660-059-5
- Porfírio, José Luís – Pintura portuguesa: Museu Nacional de Arte Antiga. Lisboa: Quetzal Editores, 1991. ISBN 972-564-121-3
- Porfírio, José Luís – A pintura no Museu Nacional de Arte Antiga. Lisboa: Edições INAPA, 1992.ISBN 95652-3-6
- Porfírio, José Luís – O rosto na obra de António Dacosta. Angra do Heroísmo: Museu de Angra do Heroísmo, 1997.
- Porfírio, José Luís; Castro, Laura – Júlio Resende: obra cerâmica. Lisboa: Instituto Português de Museus, 1998. ISBN 9728137974, 9789728137977
- Porfírio, José Luís – José de Guimarães: a luz no túnel. Lisboa: Edições Afrontamento, 2000. ISBN 9723605260, 9789723605266
- Porfírio, José Luís – Rogério Ribeiro. Lisboa: Campo das Letras, 2003. ISBN: 9789726107422
- Oliveira, Jorge de; Porfírio, José Luís – Jorge de Oliveira: a invenção contínua : a obra. Lisboa: Imprensa Nacional-Casa da Moeda, 2013. ISBN 9722722093, 9789722722094
- Colaboração na revista Arte Opinião [3] (1978-1982).